# Axis (roman)
Pour les articles homonymes, voir Axis.
Axis (titre original : Axis) est un roman de science-fiction de Robert Charles Wilson, publié aux États-Unis en 2007 et en France en 2009. Ce roman est le deuxième tome de la trilogie Spin, commencée avec Spin et qui s'achève avec Vortex, publié aux États-Unis en 2011. Ce livre figure parmi la liste des finalistes pour le prix John-Wood-Campbell Memorial 2008.

## Résumé
À la suite de la disparition de la membrane Spin et de l'apparition de l'Arche, les humains ont essaimé sur la nouvelle planète nommée Equatoria. La plus grande ville du nouveau continent se nomme Port Magellan, ville cosmopolite, d'où part Lise Adams pour chercher son père. Celui-ci s'intéressait de près aux Quatrième Ages, déclarés illégaux sur Terre par la Sécurité Génomique.
C'est alors qu'une pluie de cendres s'abat sur tout Equatoria. Et ces cendres, qui recouvrent tout, se révèlent être les débris des machines créées par les Hypothétiques. Lise Adams, aidée par Turk, un aventurier et pilote d'avion, va en apprendre plus sur son passé et sur ce qui se passe actuellement dans ce nouveau monde ouvert aux humains.
Elle va découvrir la vérité sur les agissements de certains Quatrièmes Ages qui cherchent à poursuivre les travaux de Jason Lawton : créer un être humain capable de communiquer avec les Hypothétiques, percer leur secret, démontrer l'existence de leur conscience... et encore et toujours depuis le Spin, donner un sens à tout ce qui s'est passé.

## Personnages

### Personnages principaux
- Diane Lawton : infirmière officiant seule à la suite du décès de son mari, elle participera à la quête de Lise et Turk.
- Lise Adams : née sur Terre, Lise est à la recherche de son père sur Equatoria. Son père était un scientifique reconnu pour ses travaux sur les Hypothétiques.
- Turk Findley : amant puis compagnon de Lise, c'est un aviateur au passé mystérieux.

### Personnages secondaires
- Isaac : enfant de 12 ans membre d'une communauté de Quatrième Age. Il ressent en permanence une présence à l'Ouest de son village.
- Dr Dvali : membre influent de la communauté de Quatrième Age où vit Isaac.
- Sulean Moï : femme d'origine martienne proche de la communauté.

## Éditions
- Axis, Tor Books, 18 septembre 2007, 303 p.  (ISBN 978-0765309396)
- Axis, Denoël, coll. « Lunes d'encre », 3 septembre 2009, trad. Gilles Goullet, 400 p.  (ISBN 978-2207260838)
- Axis, Gallimard, coll. « Folio SF » no 419, 1er mars 2012, trad. Gilles Goullet, 496 p.  (ISBN 978-2070446193)
- Axis, in volume La Trilogie Spin, Gallimard, coll. « Folio SF » no 552, 2 juin 2016, trad. Gilles Goullet, 1 120 p.  (ISBN 978-2070469871)